# Lijst van wapens van Mexicaanse deelgebieden
Dit artikel bevat een lijst van wapens van Mexicaanse deelgebieden. Mexico is ingedeeld in 31 staten en één federaal district.
De lijst met Mexicaanse staatswapens toont een grote verscheidenheid aan ontwerpen. Opmerkelijk is dat de oorsprong van veel Mexicaanse staatswapens in de koloniale tijd ligt (toen Mexico tot de Spaanse kroon behoorde) en dat die wapens nooit veranderd zijn na de Mexicaanse Onafhankelijkheidsoorlog. Veel wapens bevatten dan ook enkel Spaanse symboliek, zoals het wapen van Tlaxcala dat de Spaanse eenheid moet uitdrukken. Er zijn echter ook wapens die verwijzen naar het verkrijgen van de Mexicaanse onafhankelijkheid (zoals het wapen van Hidalgo) of belangrijke gebeurtenissen in de geschiedenis van het onafhankelijke Mexico, bijvoorbeeld de Mexicaanse Revolutie. Andere wapens, zoals het wapen van Guerrero, verwijzen naar de Indiaanse periode en tonen indianensymboliek. Weer andere wapens, zoals het wapen van Quintana Roo en dat van Sinaloa, tonen op een originele wijze regionale symboliek.
Klik op 'wapen' onder de naam van een deelgebied om naar het artikel over het betreffende wapen te gaan.

## Wapens van staten

Wapen van Aguascalientes
Wapen van Baja California
Wapen van Baja California Sur
Wapen van Campeche
Wapen van Chiapas
Wapen van Chihuahua
Wapen van Coahuila de Zaragoza
Wapen van Colima
Wapen van Durango
Wapen van Guanajuato
Wapen van Guerrero
Wapen van Hidalgo
Wapen van Jalisco
Wapen van Mexico
Wapen van Michoacán de Ocampo
Wapen van Morelos
Wapen van Nayarit
Wapen van Nuevo León
Wapen van Oaxaca
Wapen van Puebla
Wapen van Querétaro
Wapen van Quintana Roo
Wapen van San Luis Potosí
Wapen van Sinaloa
Wapen van Sonora
Wapen van Tabasco
Wapen van Tamaulipas
Wapen van Tlaxcala
Wapen van Veracruz de Ignacio de la Llave
Wapen van Yucatán
Wapen van Zacatecas
Wapen van Mexico-Stad

## Wapen van het federaal district

Federaal District: Wapen